# Abbaye de Montserrat
Pour les articles homonymes, voir Montserrat.
L'abbaye Santa Maria de Montserrat est une abbaye bénédictine autonome située sur le massif montagneux de Montserrat en Catalogne (Espagne). L'abbaye fait partie de la congrégation de Subiaco Mont-Cassin, au sein de la confédération bénédictine. Ce lieu de pèlerinage s'impose dès le Moyen Âge comme le premier sanctuaire marial de Catalogne.

## La légende

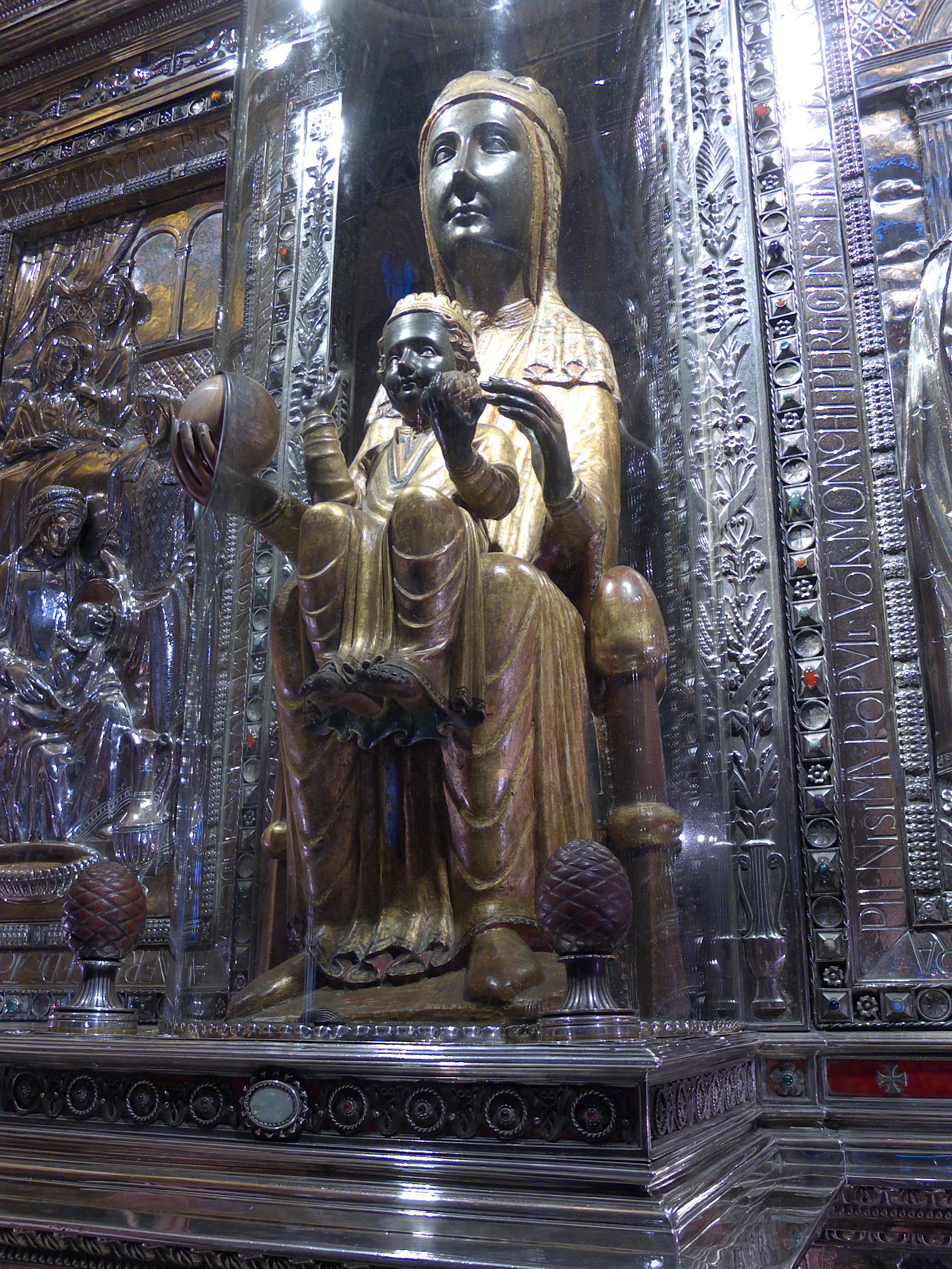
La Vierge de Montserrat.

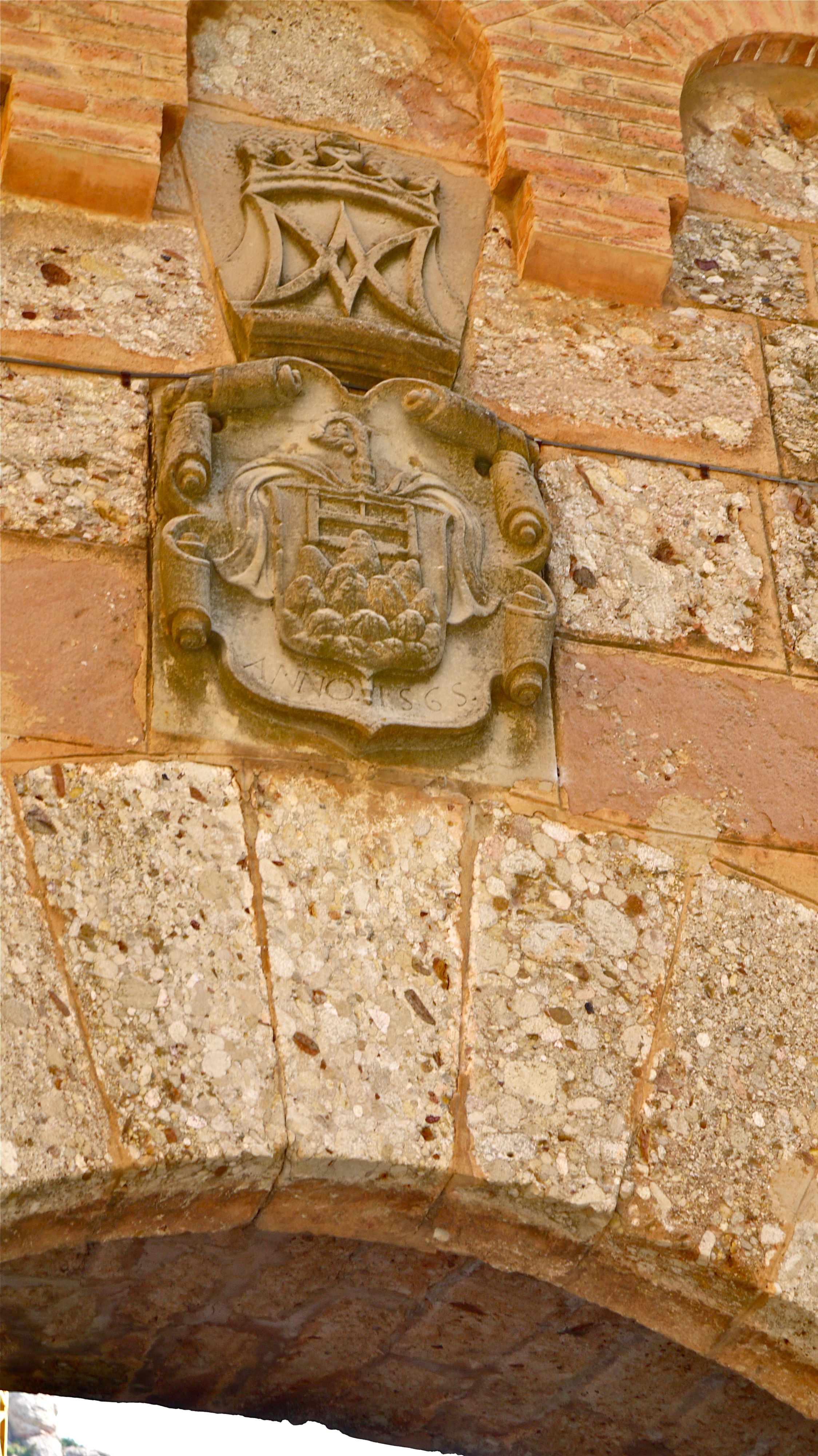
Armoiries de Montserrat : scie au-dessus d'un dessin de rochers stylisés.

La légende fait remonter la fondation de l'abbaye en l'an 880 : un samedi après-midi à la tombée de la nuit, des pâtres virent descendre du ciel une puissante lumière accompagnée d'une belle mélodie. Le samedi suivant, la vision se répéta. Les quatre samedis suivants le recteur d'Olesa les accompagna et put constater la vision miraculeuse. Selon la légende racontée dans le Virolai de Montserrat, chant de louange à la Vierge de Montserrat, des anges découpèrent le massif de Montserrat avec une scie en or (d'où l'étymologie populaire de Montserrat, « Mont-scié » car la silhouette dentée du massif évoque la lame dentée d'une scie) pour abriter la statue de la Vierge et l'abbaye. Cette légende est à l'origine du symbole héraldique de Montserrat : une scie, tantôt tenue par des anges et tantôt seule, mais toujours au-dessus d'un dessin de rochers stylisés.
Après avoir pris connaissance de l'événement, l'évêque qui se trouvait à Manresa organisa une montée au Montserrat pendant laquelle fut découverte une grotte où se trouvait une image de la Sainte Vierge. L'évêque proposa alors de la transférer à Manrèse, mais dès qu'ils essayèrent de la mouvoir, elle se fit tant pesante qu'il ne purent la faire bouger. L'homme d'Église interpréta ce fait comme la volonté de la Sainte Vierge de rester en ce lieu et décida de faire construire une chapelle sur le site.
Depuis cette légende dont le récit le plus ancien est un texte daté de 1239, Montserrat est considéré comme un haut lieu du catholicisme tant espagnol que catalan (elle est la patronne de la Catalogne), puisqu'elle est ainsi fêtée le 27 avril. En dehors du monastère et de la Sainte Grotte, le massif compte un bon nombre de petites églises et d'ermitages abandonnés.
La sainte Vierge, appelée familièrement la Moreneta (la noiraude) pour sa couleur sombre, a été taillée en bois à la fin du XIIe siècle; il s'agit d'une Vierge noire comme il y en a en quelques endroits d'Europe.

## Histoire
La première mention de Monserrat date de 888. Au IXe siècle, on y retrouvait quatre chapelles, Sainte-Marie, Saint-Iscle (la seule qui subsiste aujourd'hui), Saint-Pierre et Saint-Martin. C'est en 945 que la fondation du monastère Sainte Cécile est attestée. Quant à lui, le monastère de Monserrat est fondé par Abat Oliba, évêque de Vic, en 1025.
Au XIIe siècle, une nouvelle église romane est construite. C'est également à cette époque qu'est fabriquée la Vierge noire, installée dans la basilique. Les pèlerinages deviennent de plus en plus nombreux. La confrérie de la Vierge de Monserrat est fondée en 1223 grâce à l'épouse de Pierre II d'Aragon. Elle a pour fonction de prier pour que les âmes des confrères morts accèdent à la patrie céleste.
En 1476, on construit un cloître gothique. La réputation de Monserrat commence à se répandre. Ignace de Loyola y vient même en pèlerinage.
En 1627, le peintre Juan Andres Ricci y entre dans l'ordre bénédictin, grâce auquel il étudiera la théologie en Irache et le droit à Salamanque.
En 1636, des bénédictins du monastère de Montserrat, s'installent au cloître d’Emmaüs dans la Nouvelle Ville de Prague et y restent jusqu'en 1880 quand ils sont remplacés par ceux de l'abbaye Saint-Martin, expulsés de leur base à Beuron.
L'abbaye est détruite par les troupes napoléoniennes en 1811. Les bâtiments actuels datent du XIXe siècle, initiés par l'abbé Muntadas et rénovés par Josep Puig i Cadafalch. La nouvelle façade de la basilique est inaugurée en 1901.
Durant la guerre civile espagnole, les moines doivent quitter le monastère. Vingt-trois trouveront la mort durant la guerre. Le monastère de Monserrat est épargné de justesse du pillage et de la destruction. Les moines y retournent en 1939.
En 1947, sous l'impulsion de l'abbé Aureli Maria Escarré et la Commission Abat Oliva, les fêtes d'intronisation de la vierge de Montserrat donnent lieu à des actes publics de réaffirmation nationale de la Catalogne et de réconciliation entre franquistes et républicains. Cependant, l'abbé Escarré maintient d'excellentes relations avec les autorités espagnoles et cultive son amitié personnelle avec le dictateur et son épouse, jusqu'au point de les tutoyer. Mais, à la fin des années 1950, l'abbé fait éditer par l'Abbaye de Montserrat de nombreuses revues culturelles, littéraires et théologiques en catalan, une langue interdite par le franquisme (Germinàbit, Serra d'Or, Qüestions de Vida Cristiana et Studia Monastica). En novembre 1963, il fait également des déclarations au journal Le Monde favorables à la démocratie, la liberté de la presse et l'enseignement du catalan, et contraires à toute répression des opposants au régime, un positionnement qui est dans la ligne marquée par l'encyclique vaticane Pacem in Terris. En 1965, le gouvernement franquiste contraint l'abbé Escarré à quitter l'Espagne et s'exiler en Italie dans le monastère de Viboldone en Lombardie.
Depuis 1942, le monastère profite d'une expansion continue : nouvelle façade du monastère, ensemble de services d'accueil, musée de la peinture catalane moderne, restauration de la basilique et de la sainte grotte, etc.
Le pape Jean-Paul II y effectue un pèlerinage en 1982.
À la fin des années 2010, le moine bénédictin Andreu Soler, de l'abbaye de Montserrat, est reconnu comme un « prédateur sexuel » et un « pédophile ». Pendant 30 ans, il a abusé de jeunes scouts dont il était le directeur. Une fois ces agressions révélées, il a été déplacé par l'Église espagnole dans un autre monastère. Il est mort en 2008. En 2019, un autre moine bénédictin est, cette fois-ci, demis de ses fonctions pour pédophilie.

## Le monastère
La communauté monastique actuelle est composée d'une soixantaine de moines qui suivent la règle de saint Benoît, dont l'objectif principal est de conserver le Montserrat en tant que lieu de prière et de recueillement. Les moines assurent également le bon fonctionnement de l'hôtellerie et de l'accueil des pèlerins, en plus d'activités de recherche et d'édition.
Parmi les divers édifices du monastère bénédictin, la salle capitulaire, le cloître néoroman et le réfectoire sont remarquables par leur architecture. Sur le site, on retrouve également plusieurs aménagements et la basilique.

### La plaça de l'Abat Oliba
Situé près de l'hôtellerie, la place est un jardin parcouru par un torrent qui sert de cadre à une statue en bronze du fondateur du monastère, l'abbé Oliba. L'œuvre a été créée en 1992 par le sculpteur Manuel Cusachs à qui on doit également un ensemble de sculptures dans le Rosaire monumental de Montserrat. La main gauche de l'abbé tient des plans de l'église primitive de Montserrat tandis que la droite souhaite la bienvenue aux visiteurs selon la tradition bénédictine.

### La plaça de Santa Maria
Devant la basilique se trouve la place Santa-Maria. On y retrouve une statue de saint Georges de 1986 du sculpteur Josep Maria Subirachs, qui a réalisé la façade de la Passion à la Sagrada Familia à Barcelone, ainsi qu'une esplanade à trois niveaux, datant de 1929 et conçue par l'architecte catalan Josep Puig i Cadafalch. Au bout de l'esplanade se dresse la façade du monastère, commencée en 1942 et terminée en 1968, œuvre de l'architecte Francesc Folguera. La façade clôt la place et mène à la basilique. Elle est surmontée de trois grandes arcades décorées de bas-reliefs du sculpteur Joan Rebull Torroja, illustrant saint Benoît, la proclamation du dogme de l'Assomption de Marie par le pape Pie XII et saint Georges, patron de la Catalogne, avec un hommage aux moines morts durant la guerre civile espagnole.
Toujours sur la place, on retrouve les restes d'un cloître datant de 1476 et commandé par Giuliano della Rovere, le futur pape Jules II, ainsi qu'une série d'arcades nichant des sculptures de Claudi Rius, Francesc Juventeny, Enric Monjo et Joaquim Ros i Bofarull. Ces sculptures ont été installées entre 1949 et 1953.

### Le parvis de la basilique

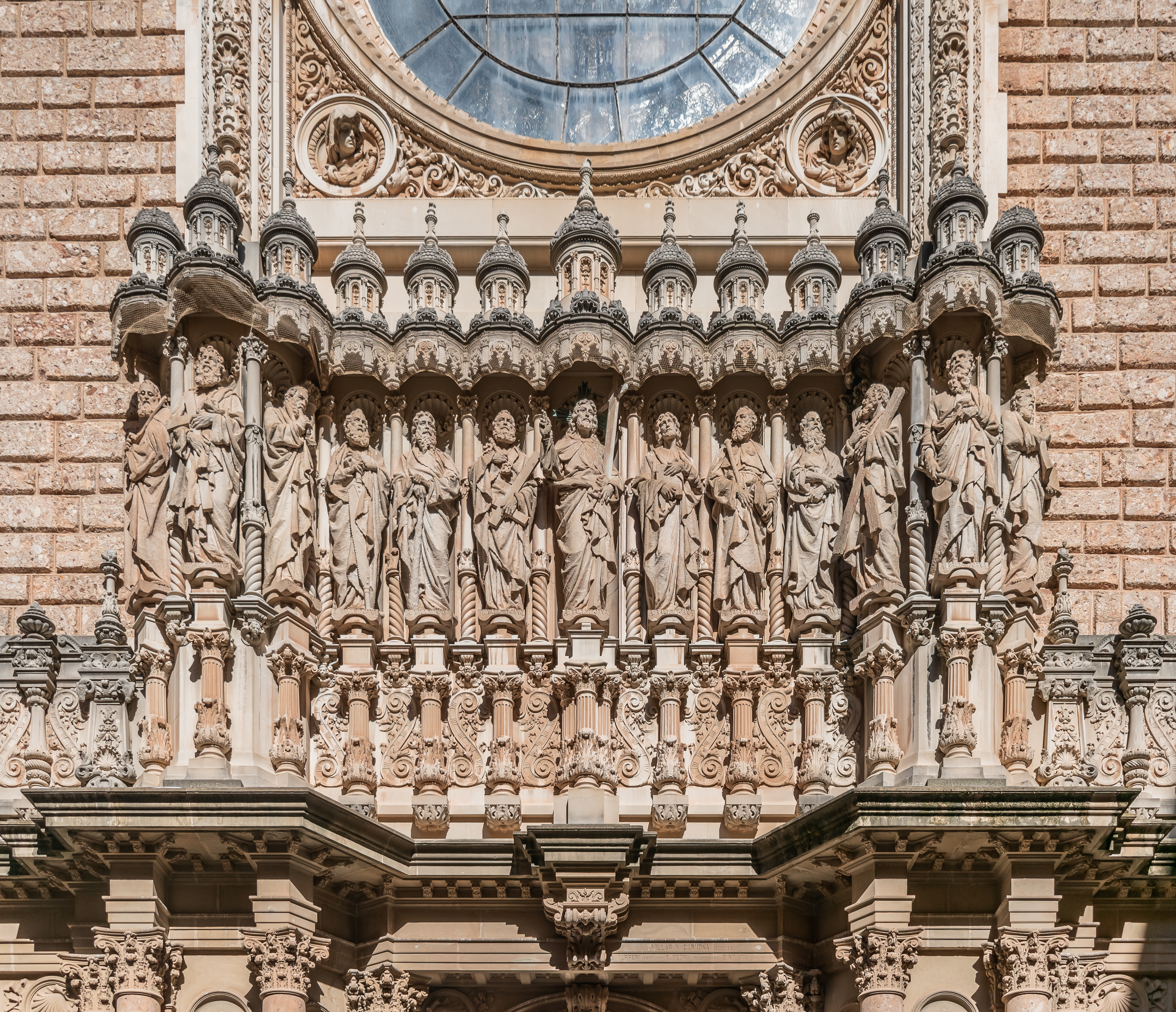
Entrée de la basilique.

La façade du monastère est percée d'arcades qui permettent de déboucher sur le parvis devant la basilique. Sous les arcades se dresse une sculpture de Domènec Fita représentant saint Benoît. Une porte entourée d'une frise en pierre d'Enric Monjo marque l'entrée du monastère où vivent les moines. La frise évoque la fondation du monastère et la légende de la Vierge.
Le parvis lui-même, en marbre blanc et noir, est décoré depuis 1956 de sgraffites d'après les dessins de Josep Obiols. Il est entouré d'un ensemble de sculptures d'Antoine Claret, de Rafel Solanic et de Frederic Marés, installées durant les années 1950.
Au bout du parvis se dresse la façade de la basilique qui a remplacé en 1901 l'ancienne façade baroque.

### La basilique

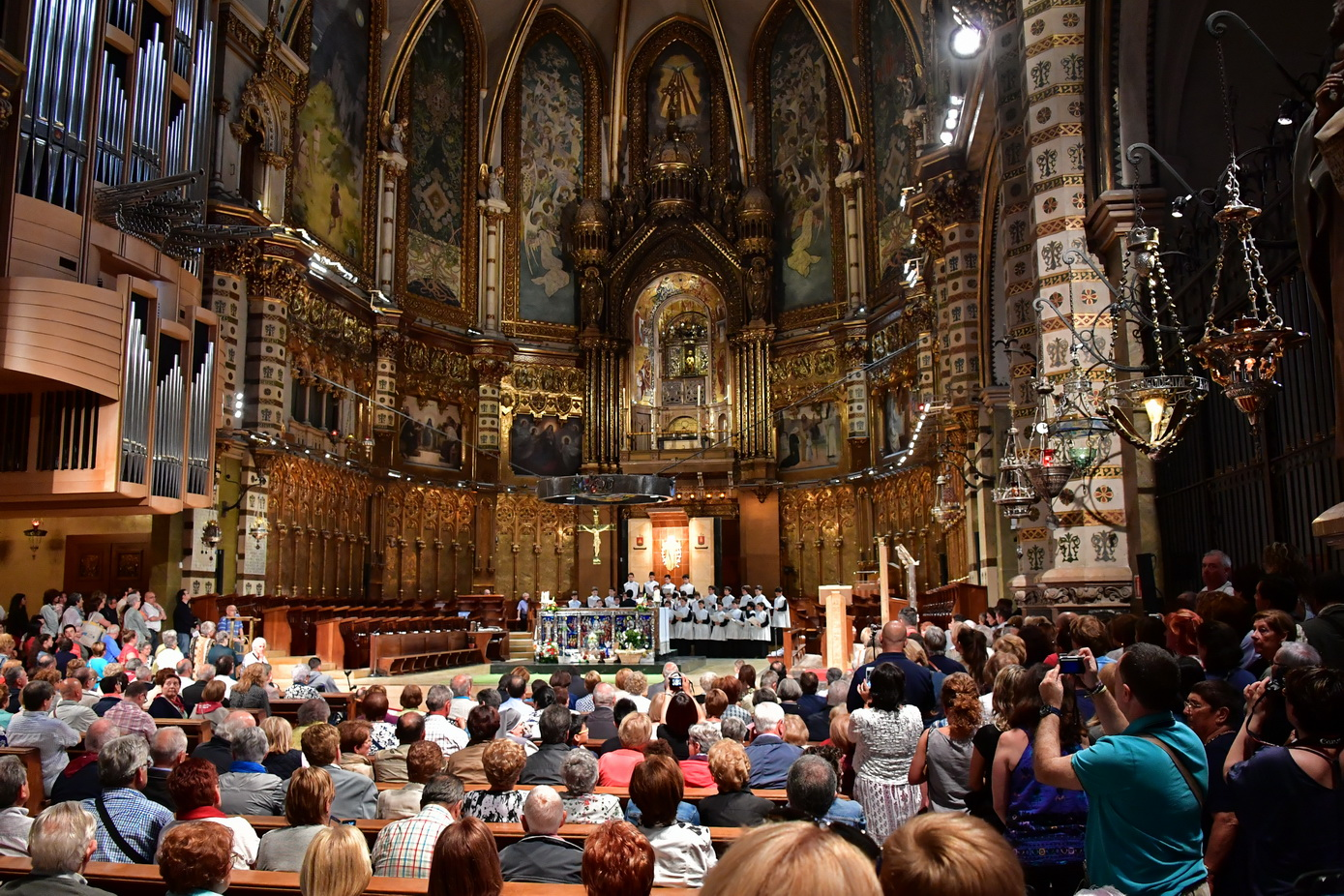
Intérieur de la basilique.

Initialement inaugurée en 1592, elle a fait l'objet d'importants travaux de restauration à la fin du XIXe siècle, puis entre 1991 et 1995 sous la direction de l'architecte Archadi Pla i Masmiquel. Elle est formée d'une seule longue nef de 58 m de long, 15 m de large et 23 m de haut. La nef est bordée d'une série de chapelles entre les contreforts et de tribunes dans la partie supérieure. Au fond de la nef, au-dessus du chœur des moines, une niche conçue par Francisco de Paula del Villar y Lozano est aménagée pour recevoir, sur un trône en argent, la Vierge de Montserrat, à laquelle les pèlerins et les visiteurs accèdent par un escalier latéral.
Les chapelles et le chœur ont été aménagés par plusieurs artistes, dont Miquel Utrillo, Joaquim Vancells, Josep Llimona, Joan Llimona, Dionís Baixeras, Lluís Graner, Manuel Capdevila, Joaquim Capdevila, Josep Cusachs et Josep Pericas i Morros.
L'autel est fait d'un bloc de pierre de huit tonnes et repose sur une dalle provenant de l'ancien autel de la basilique. Au-dessus, un imposant baldaquin est suspendu auquel sont accrochés une croix en or avec un Christ en ivoire, attribués à Lorenzo Ghiberti.

### La chambre de la Vierge
Cette pièce, visible au milieu de la tribune centrale au-dessus du chœur, abrite le trône et la statue de la Vierge. Les murs sont recouverts de mosaïques d'après des dessins de Josep Obiols et représentent la Vierge dans différentes incarnations symboliques comme mère des apôtres, de la Catalogne, des moines, des pèlerins, etc.
La statue en bois polychrome de la Vierge est nichée dans un retable en argent ouvragé représentant des scènes de la Nativité et de l'Annonciation. La statue elle-même repose sur un bloc de pierre polie orné d'une représentation de saint Michel. Un baldaquin est placé au-dessus de la statue qui tient une boule, symbole de l'univers, dans sa main droite. De sa main gauche, elle présente Jésus assis sur elle.

### Chapelle Notre-Dame
La réalisation de la chapelle a débuté en 1876 et s'est terminée en 1885, sous la direction de Paula del Villar i Lozano, aidé par Antoni Gaudí. Devant le vitrail central de la chapelle, une statue en bois polychrome d'Agapit Vallmitjana représente saint Georges, patron de la Catalogne.
Une fresque de Joan Llimona est peinte sur la coupole. La Vierge portant Jésus dans ses bras y est représentée, entourée de pèlerins et de civils.

## La Santa Cova
La Santa Cova (es) ou Sainte Grotte est située à l'endroit présumé où la Vierge est apparue aux bergers. Sur le site, une chapelle construite au XVIIe siècle, abrite la Santa Cova. Endommagée lors des guerres napoléoniennes, des travaux de restauration furent menés en 1859 par Francesc de Paula del Villar i Lozano. Grandement abîmée par un incendie et de fortes tempêtes, la chapelle fut une nouvelle fois restaurée en 1997, sous la direction de Arcadi Pla i Masmiquel.

## Culture et musique
La culture est un élément important de Montserrat, la bibliothèque du monastère compte environ 300 000 volumes. Elle conserve notamment les Heures de Munich-Montserrat, un manuscrit du peintre flamand Simon Bening.
La manécanterie (l'Escolania) considérée comme l'un des conservatoires pour enfants parmi les plus vieux d'Europe, est l'une des plus célèbres du monde et est réputée pour son répertoire de musique baroque religieuse. L'école assure l'éducation d'une cinquantaine d'élèves qui prennent part aux office religieux.
Au point de vue musical, le monastère est également connu pour avoir renfermé dès XIVe siècle, le fameux Livre Vermeil (ou « Llibre Vermell » en catalan), recueil de chants profanes et religieux, mondialement connu par les spécialistes de musique médiévale.
Situé sous la Plaça de Santa Maria, le musée du monastère est d'abord l'idée du moine Bonaventura Ubach qui avait constitué une collection d'objets lors de ses séjours au Moyen-Orient. Le musée a subi d'importants réaménagements entre 1980 et 1982. Les collections du musée comprennent des œuvres de Caravaggio, du Gréco, de Tiepolo, de Monet, de Degas, de Sisley, de Picasso, de Dalí et de Miró et de surcroît des trésors d'Égypte antique, dont une momie. On y retrouve également plusieurs objets du Moyen-Orient, des objets liturgiques de Montserrat entre le XVe siècle et le XXe siècle et un important échantillon de la peinture catalane en particulier du peintre Ramon Casas.
C'est à Monserrat que furent fondées en 1950 les Publicacions de l'Abadia de Montserrat, publications prestigieuses relatives à la culture catalane, dont la revue Serra d'Or.

## Galerie

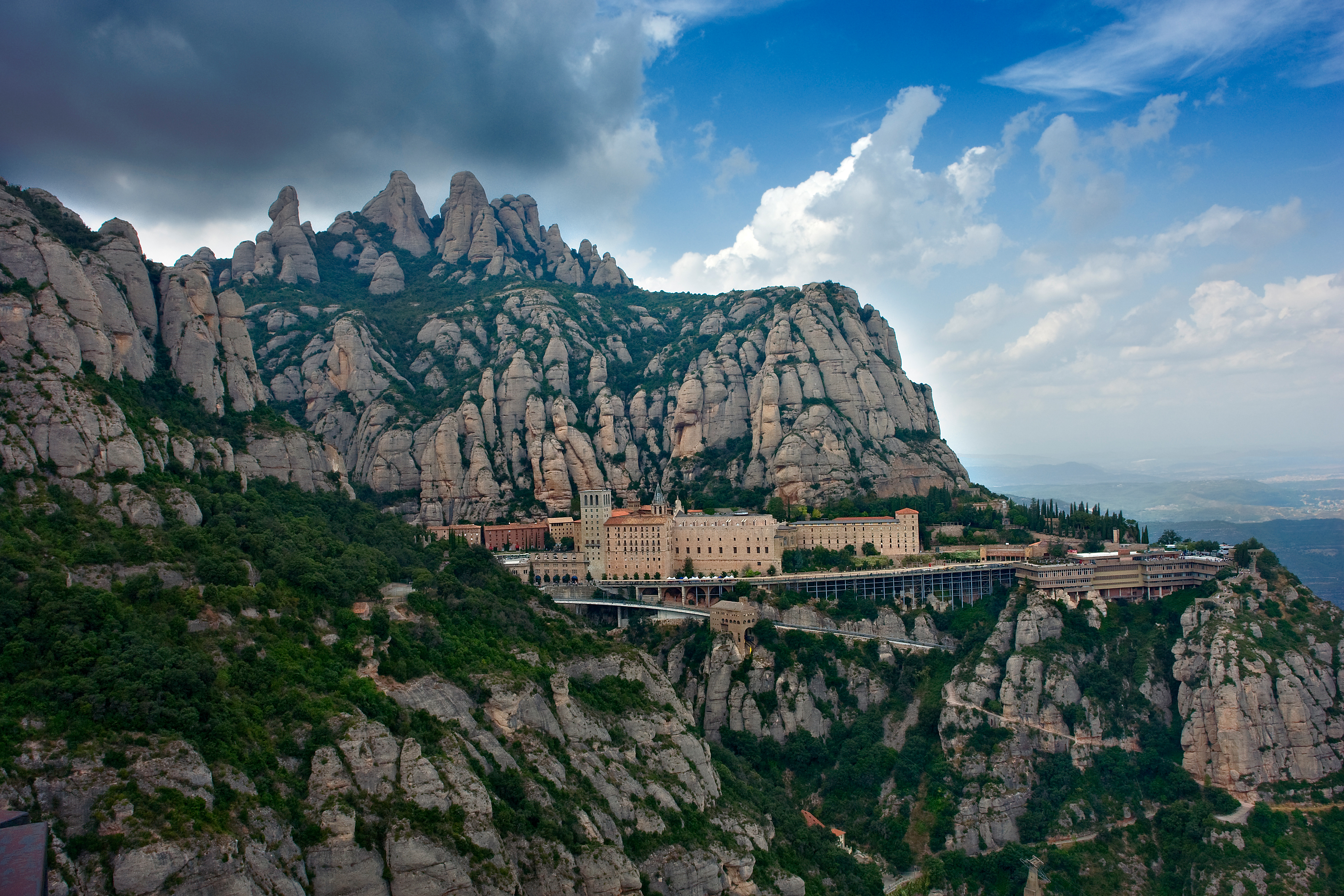
Le site de Montserrat avec le monastère.
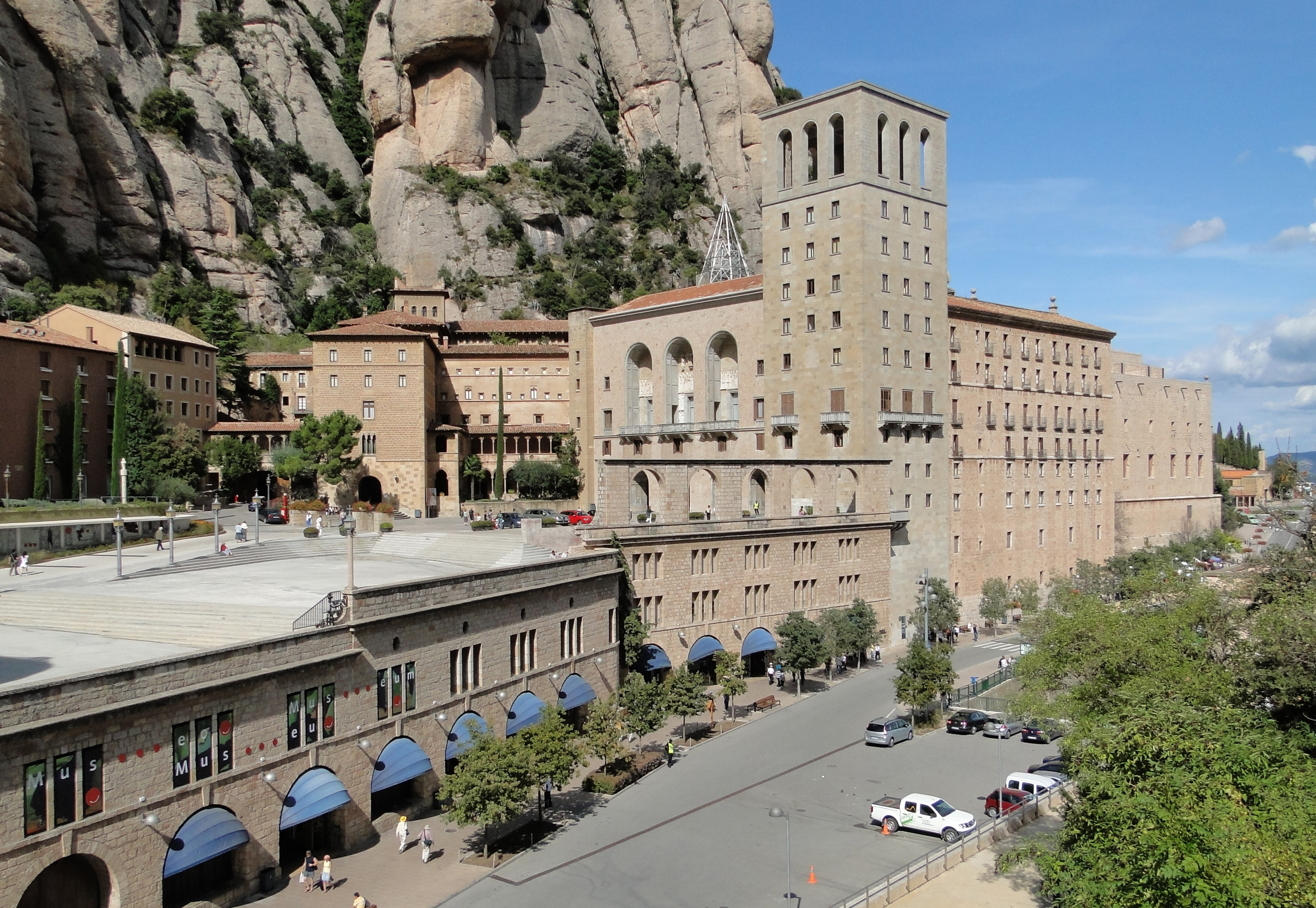
Vue générale du monastère.
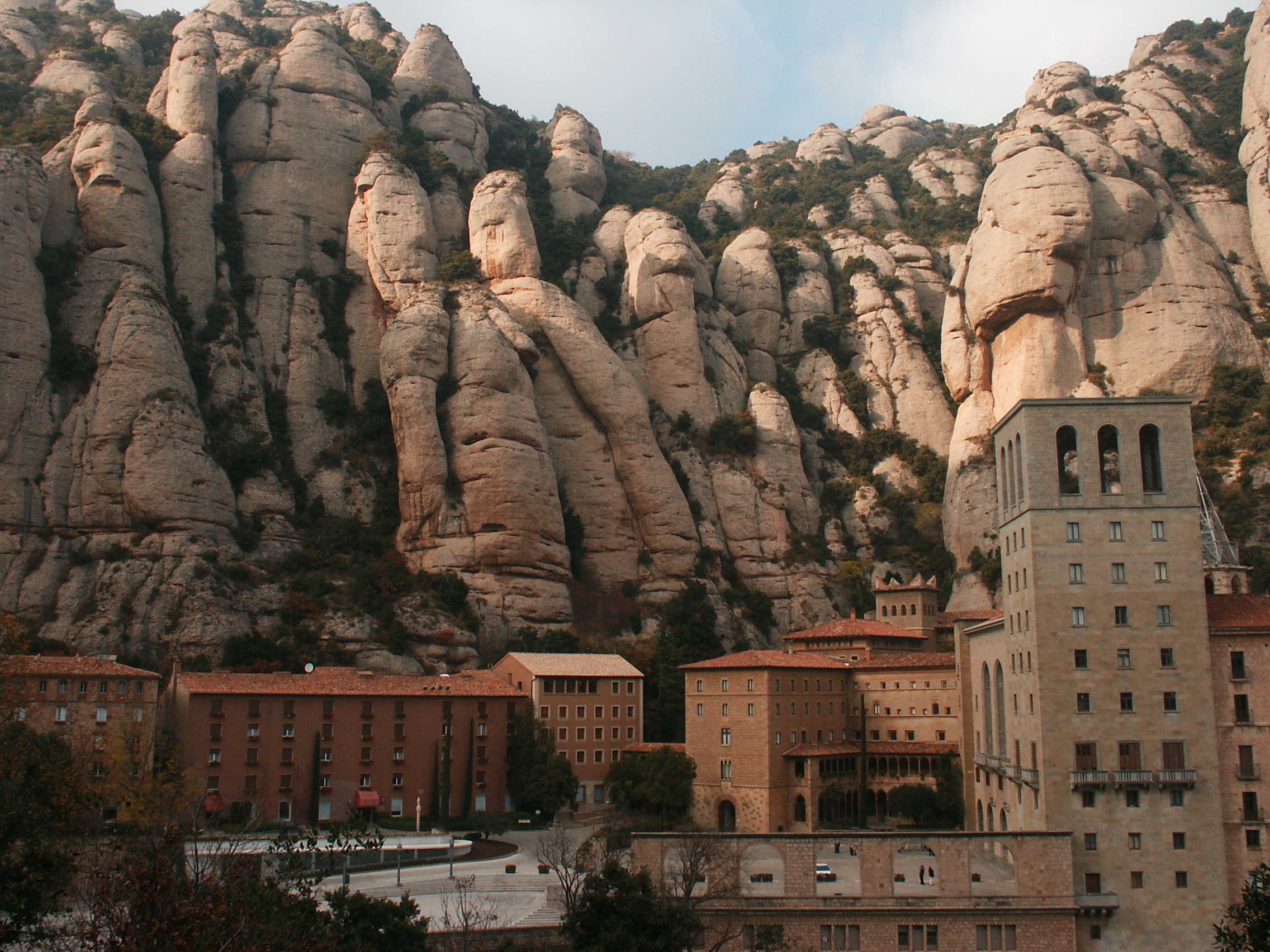
Le monastère au pied des rochers.
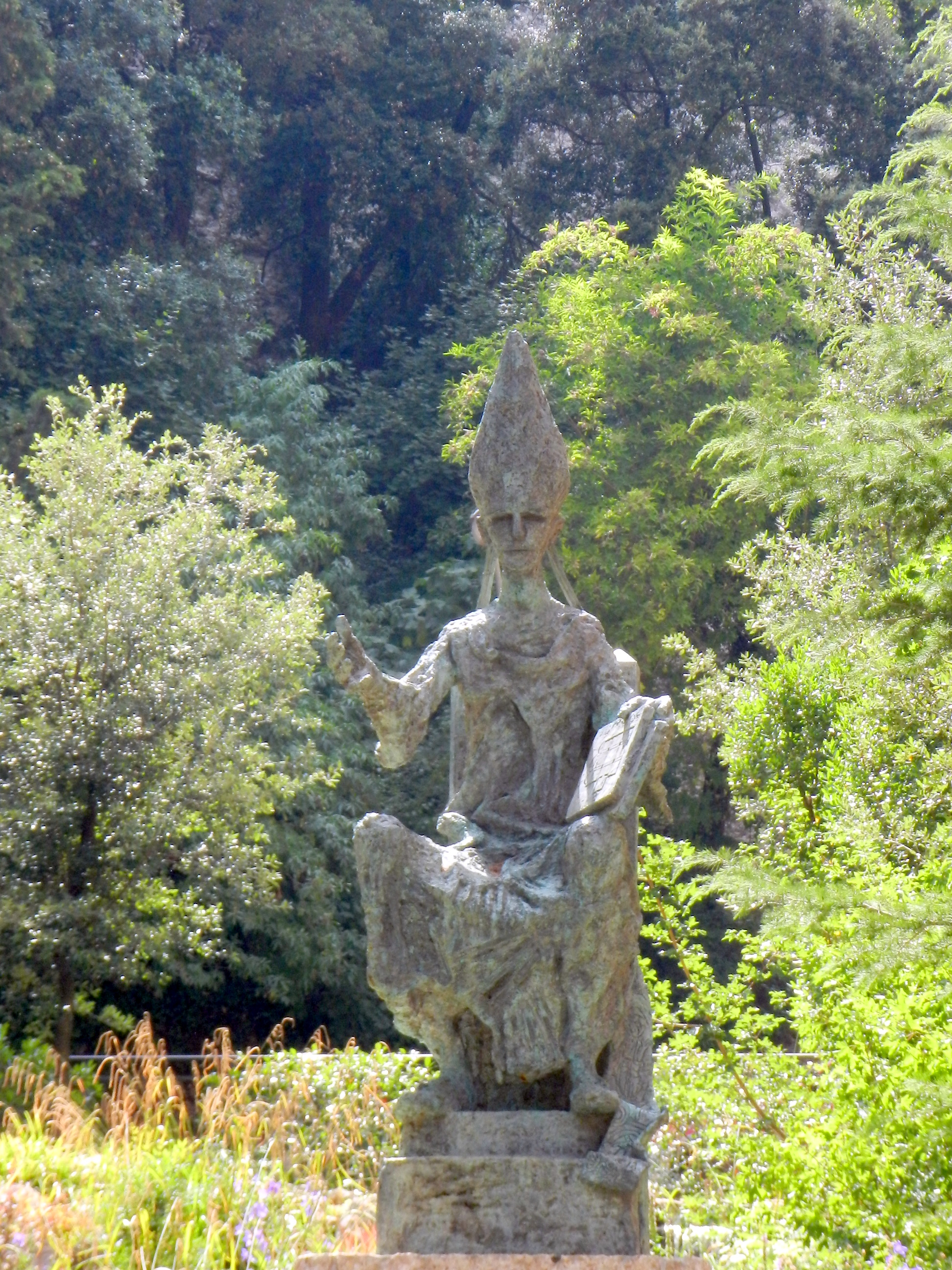
Sculpture d'Abat Oliba, fondateur du monastère, à Montserrat.
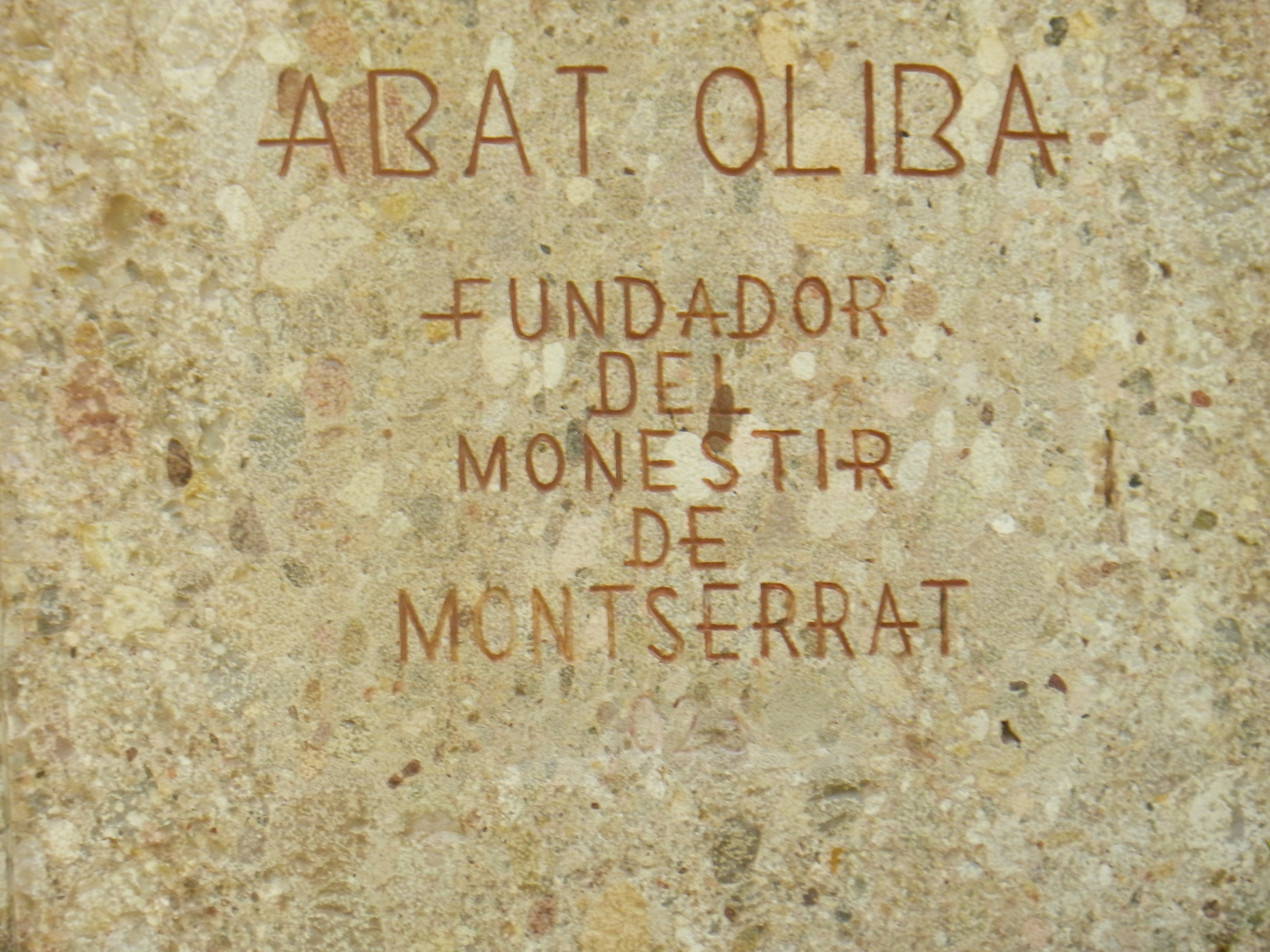
Plaque commémorative du fondateur du monastère.
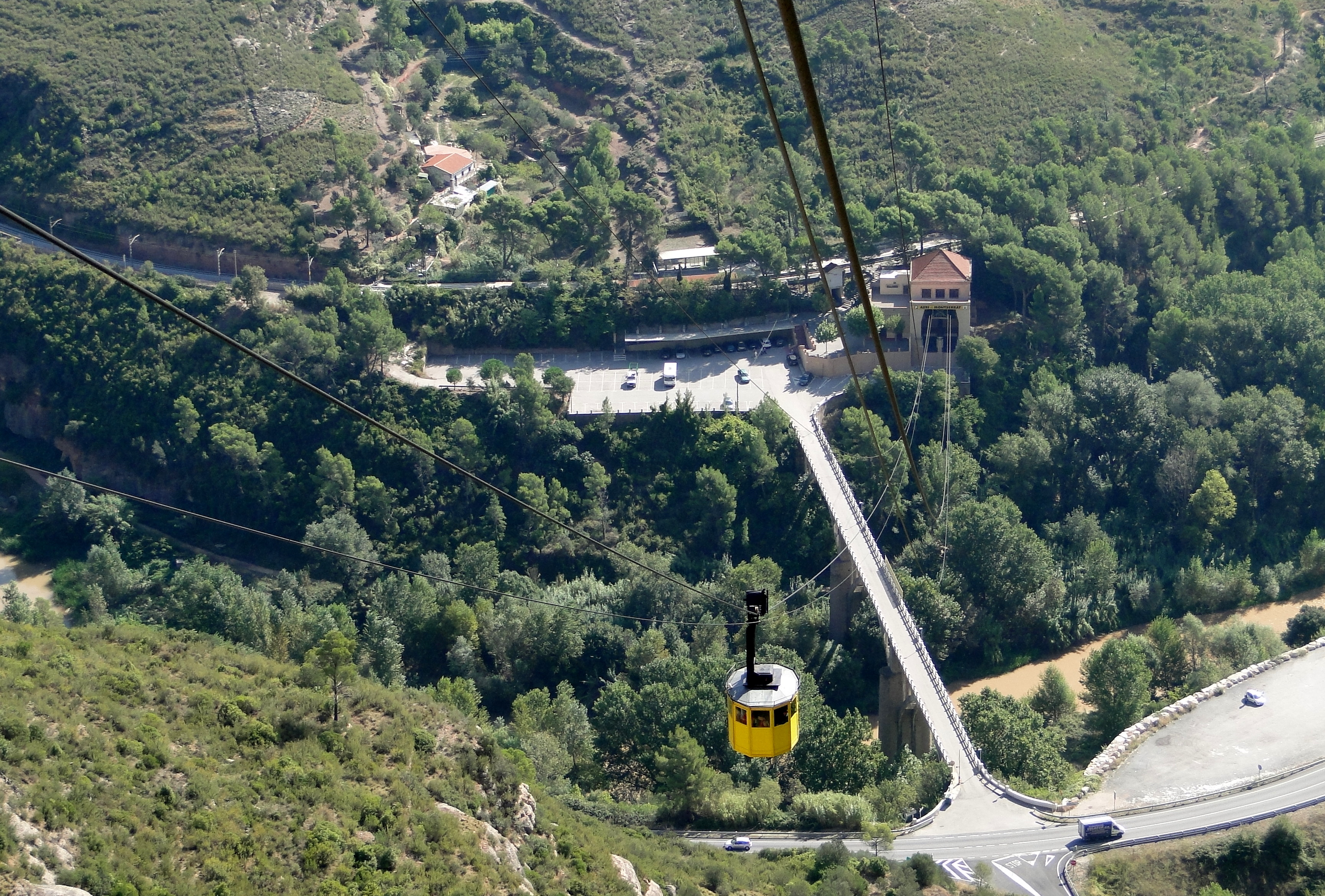
Le téléphérique menant à l'abbaye.
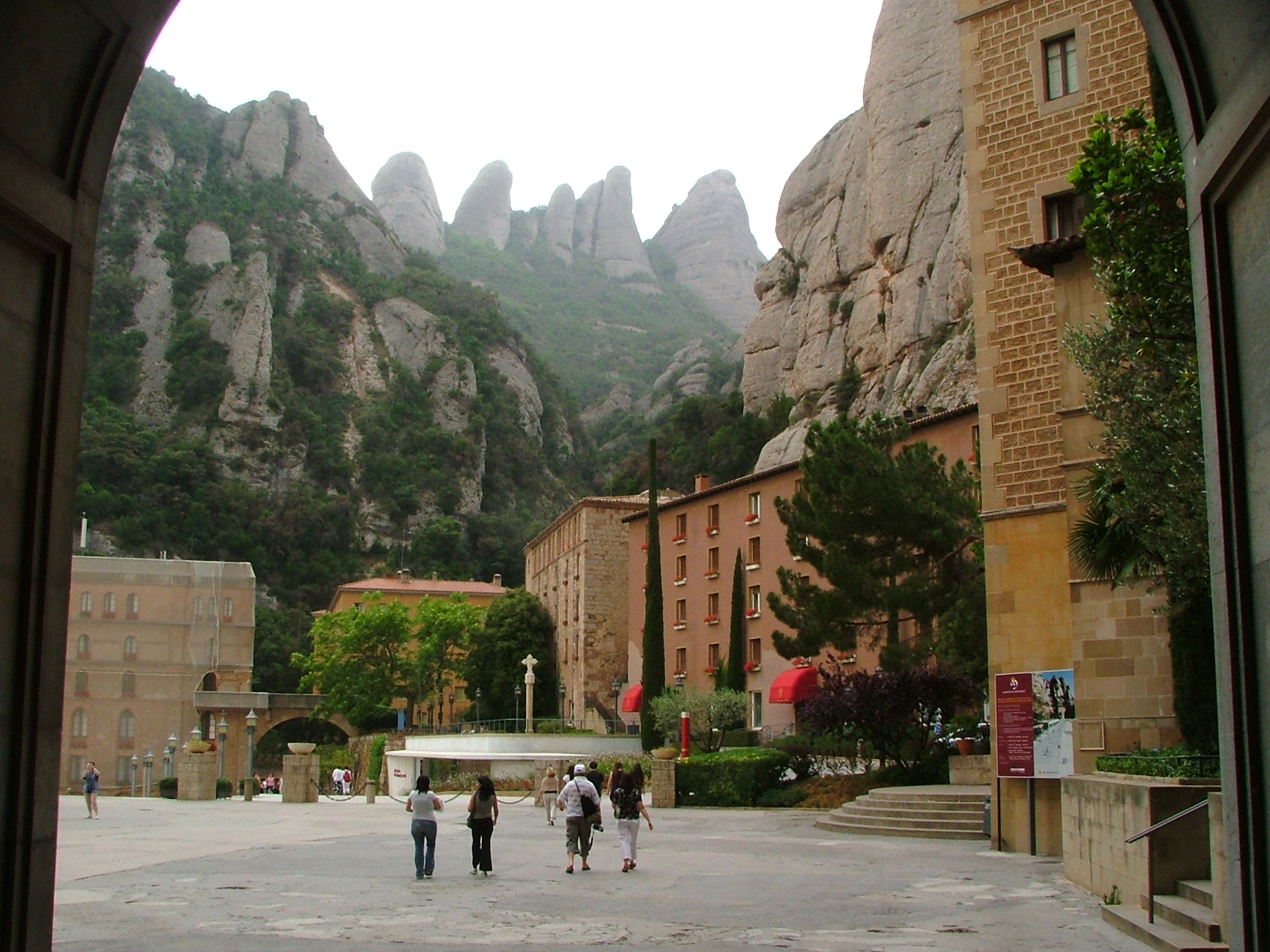
La Plaça Santa Maria.
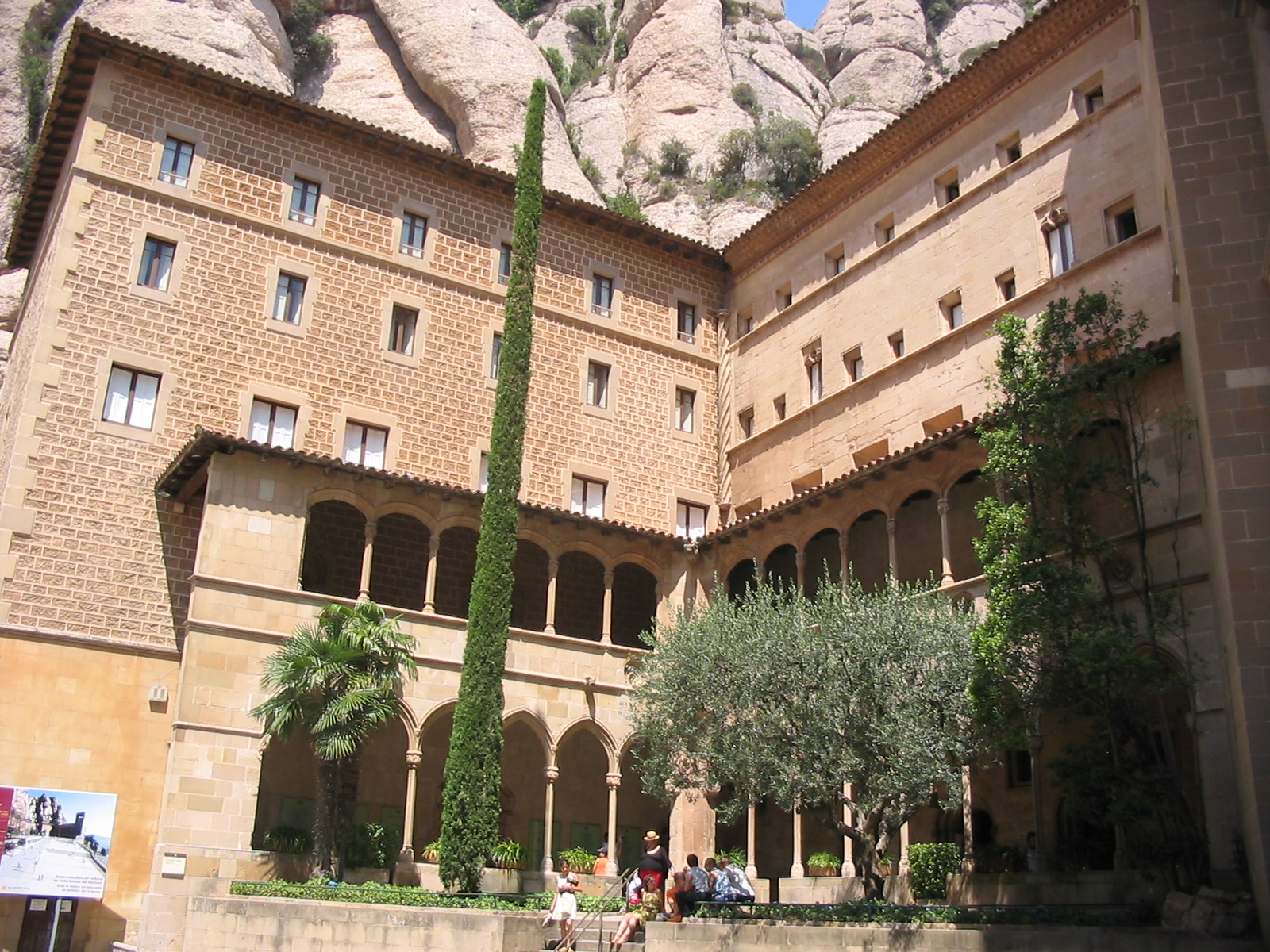
Le cloître adjacent à la Plaça Santa Maria.
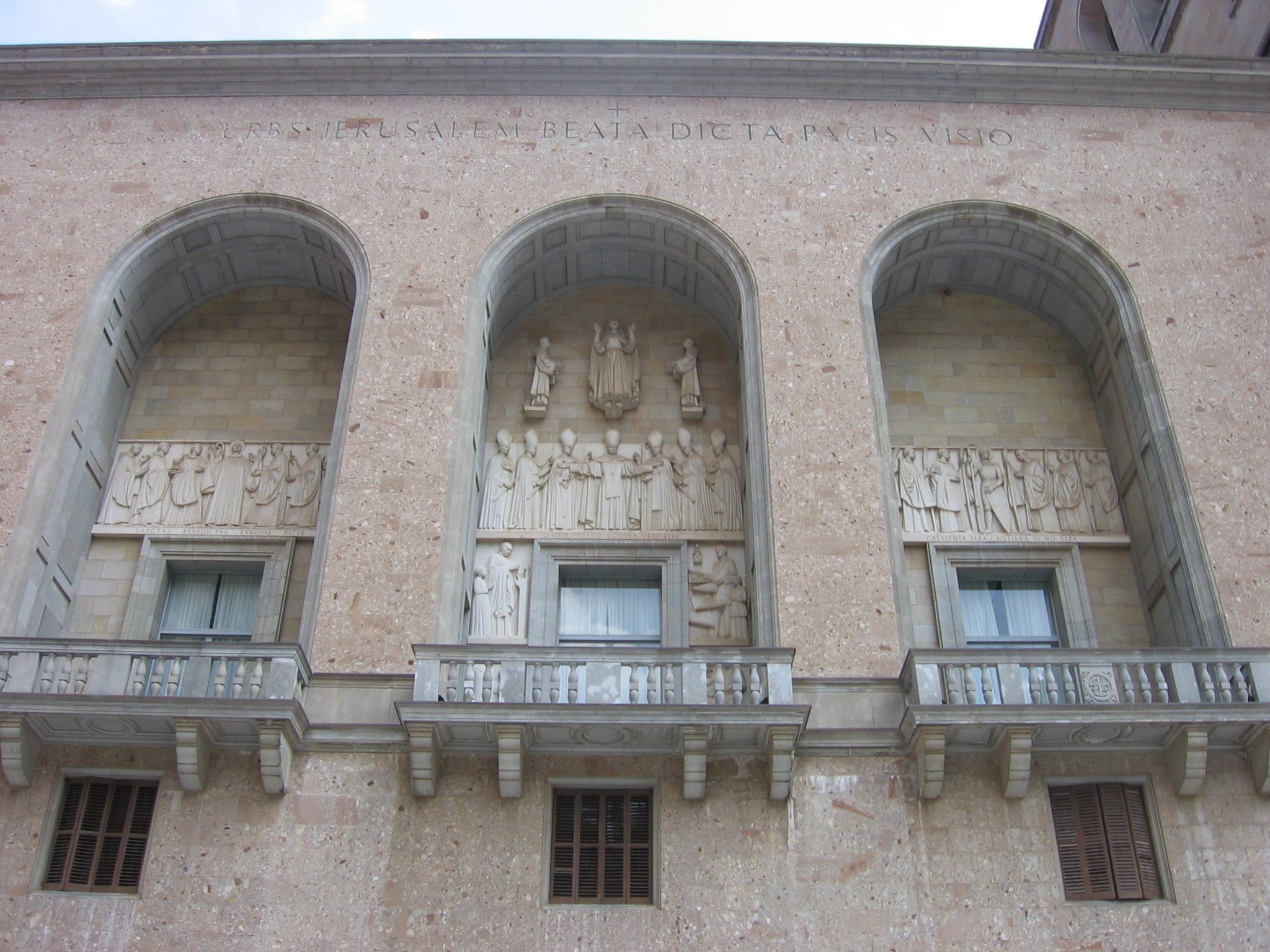
Nouvelle façade du monastère sur la Plaça Santa Maria.
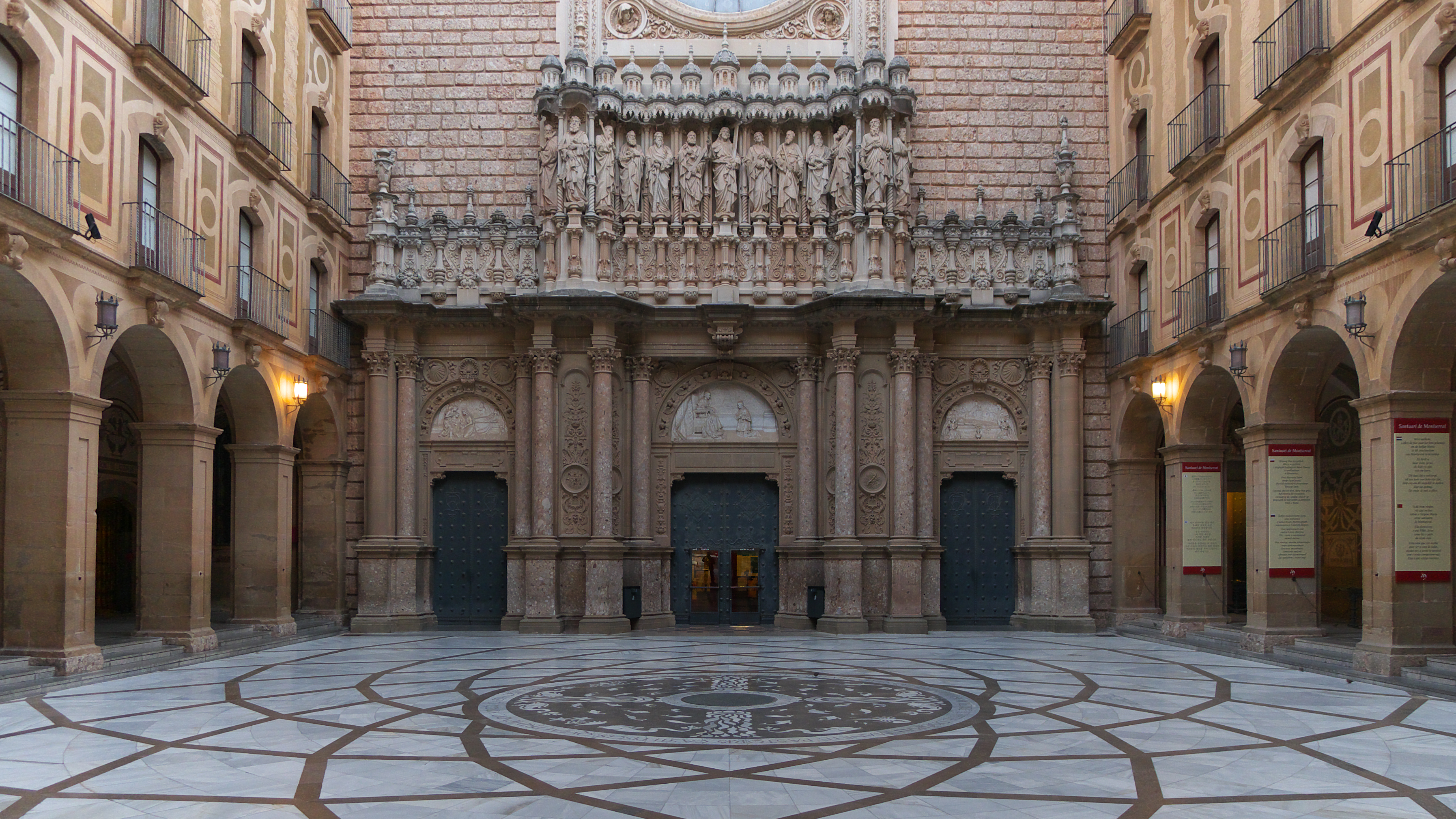
Parvis de la basilique avec le dallage inspiré de celui du Capitole romain.
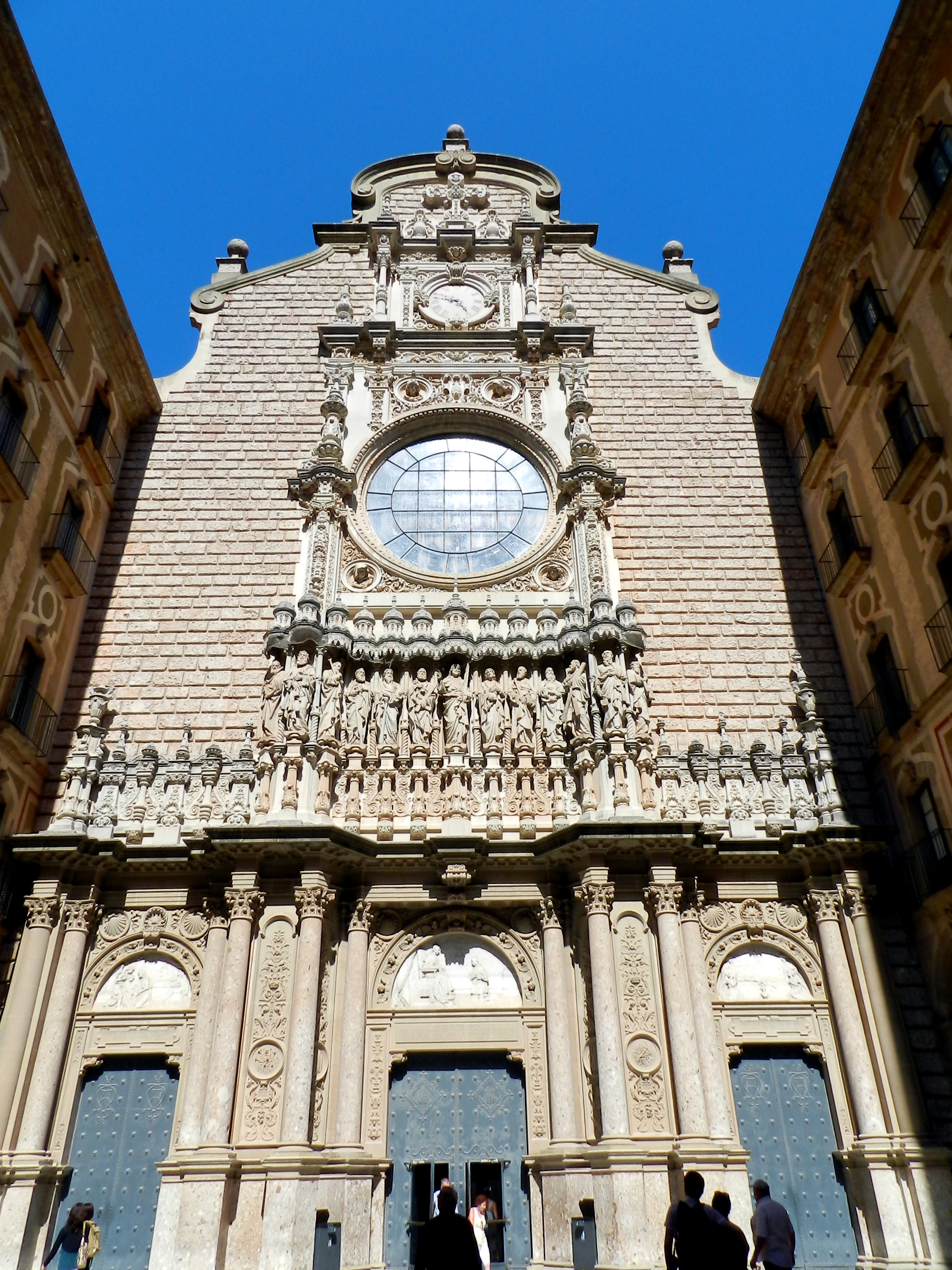
Façade de la basilique.
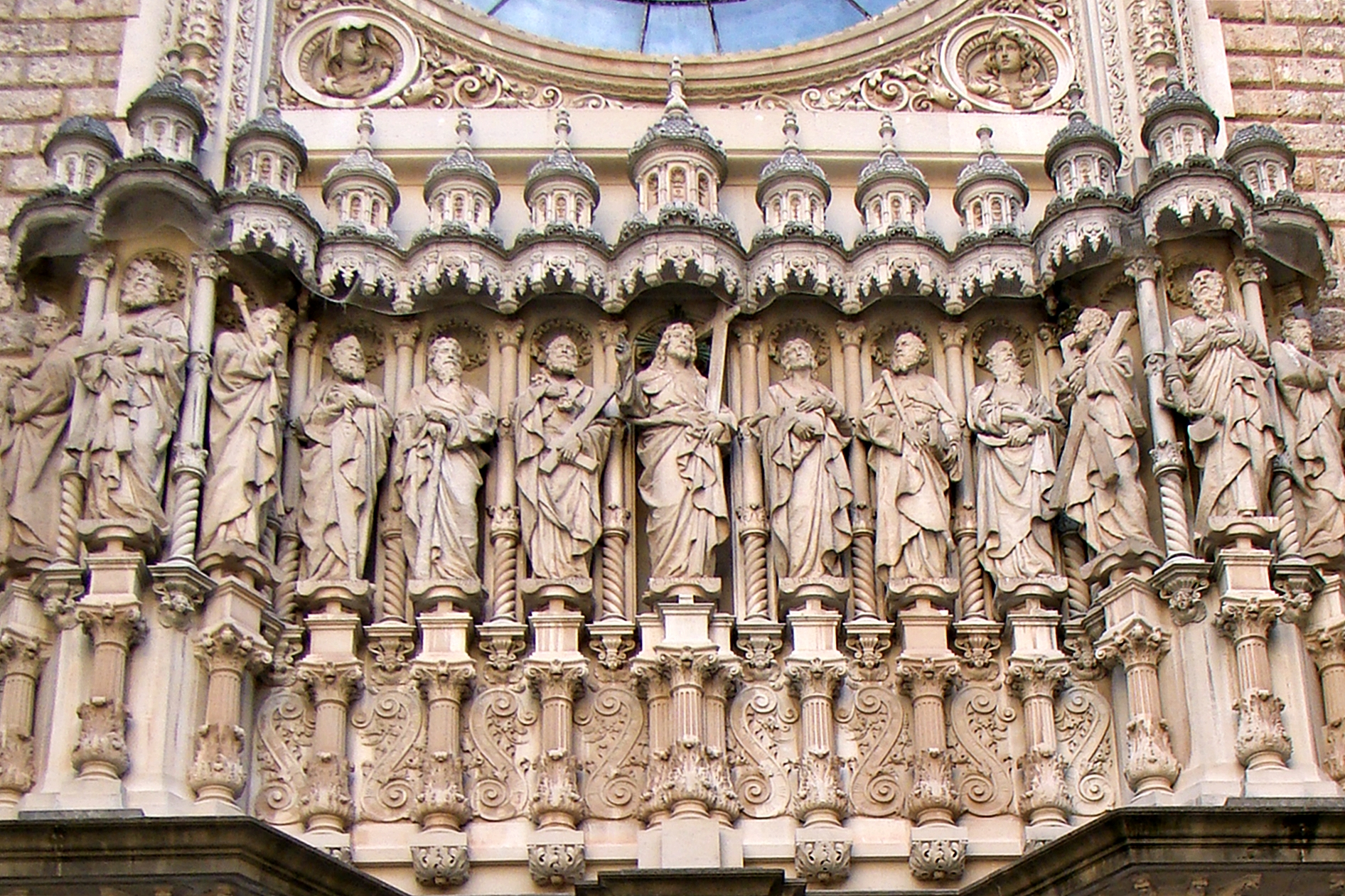
Détail de la façade de la basilique au-dessus de l'entrée.
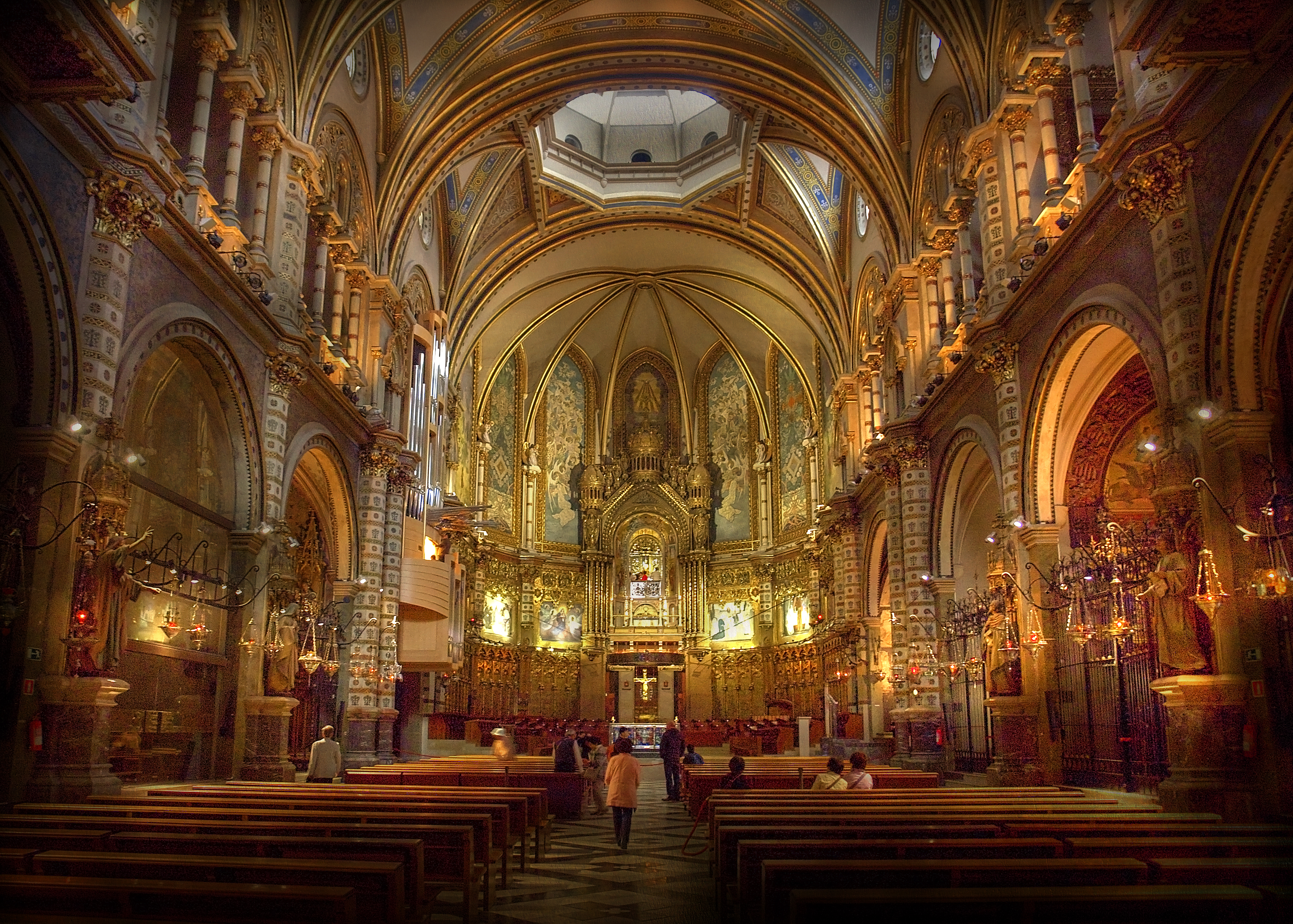
La nef centrale.
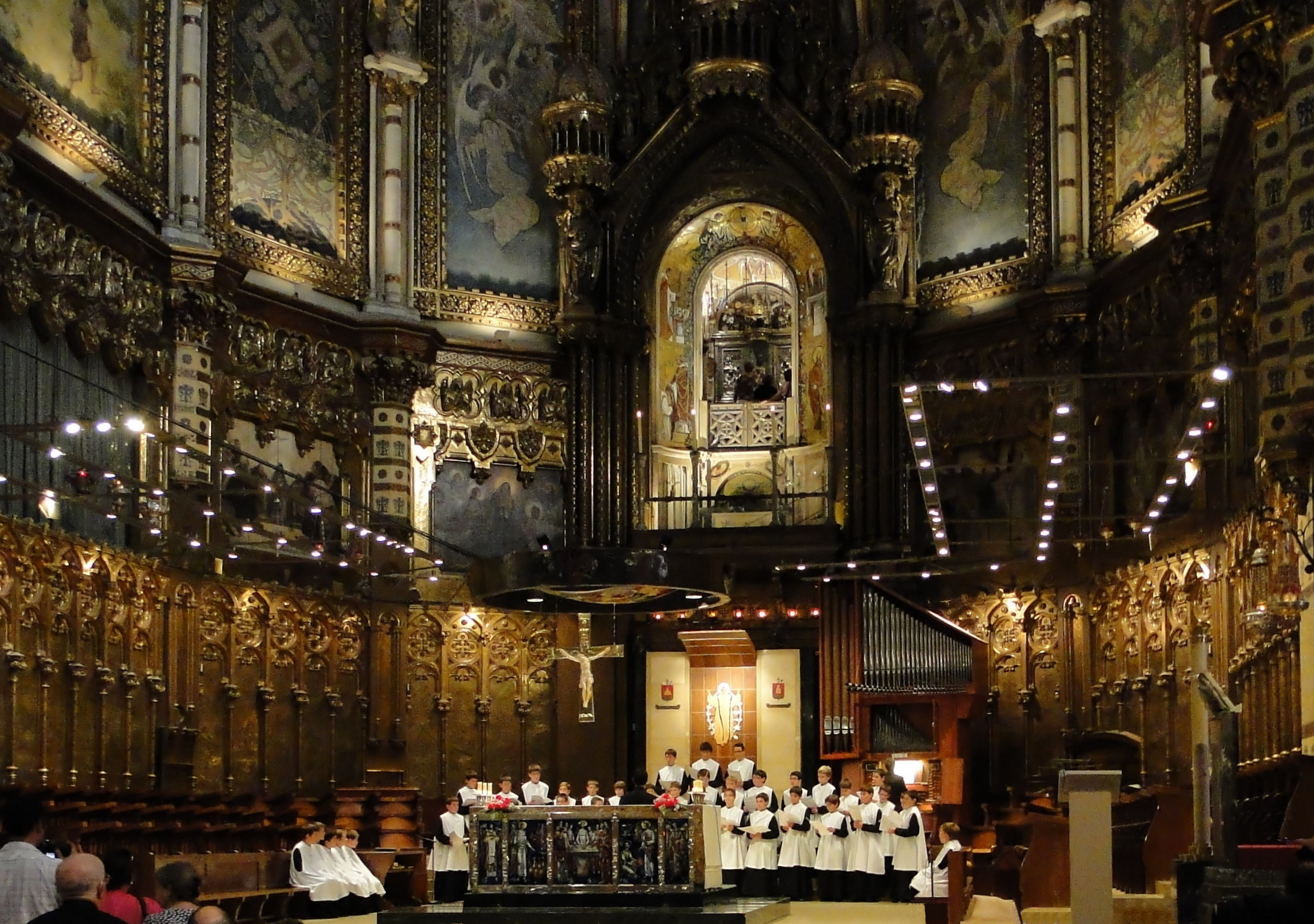
Chœur de la basilique.
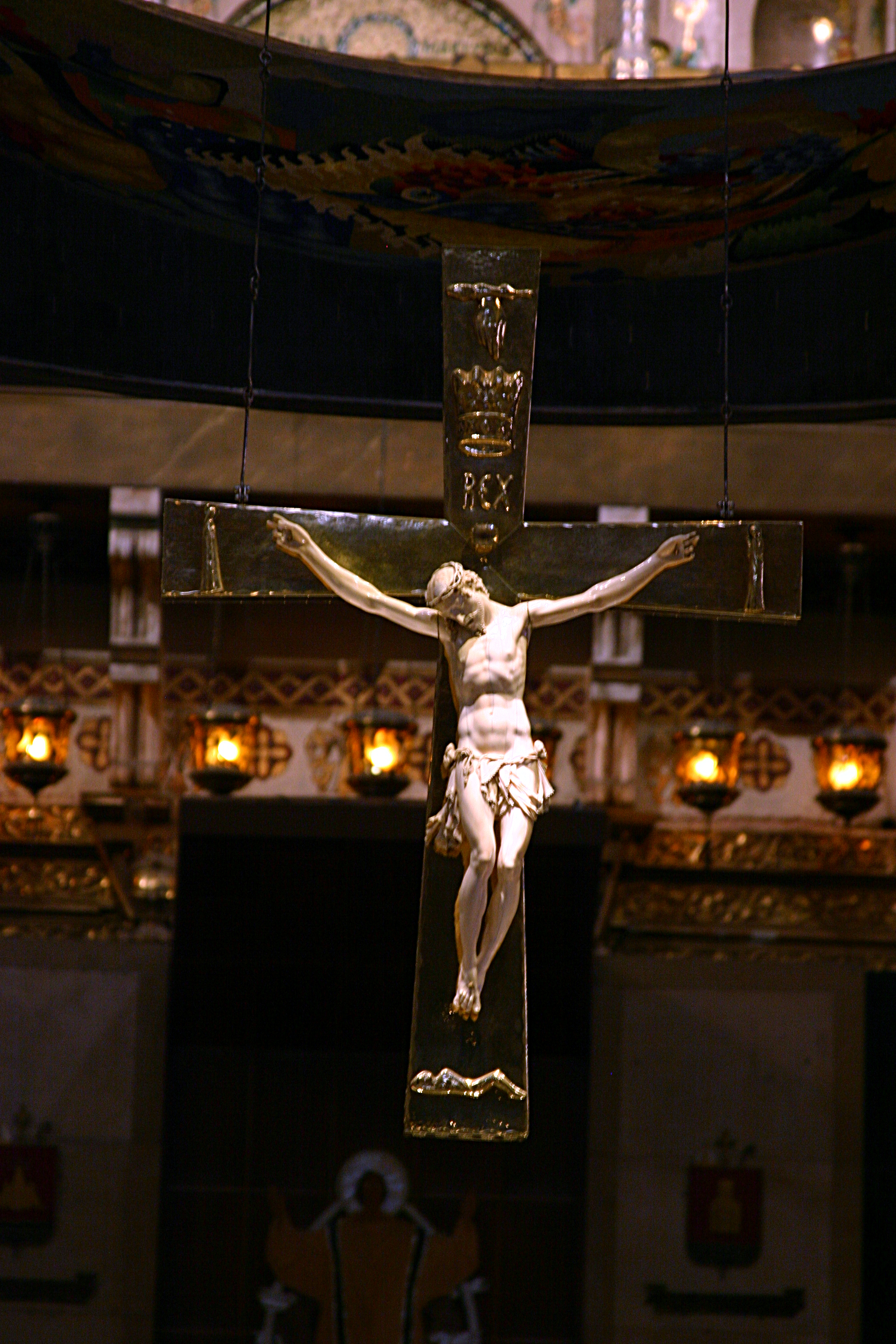
Le crucifix en or et le Christ en ivoire dans le chœur.

## Accès et transports

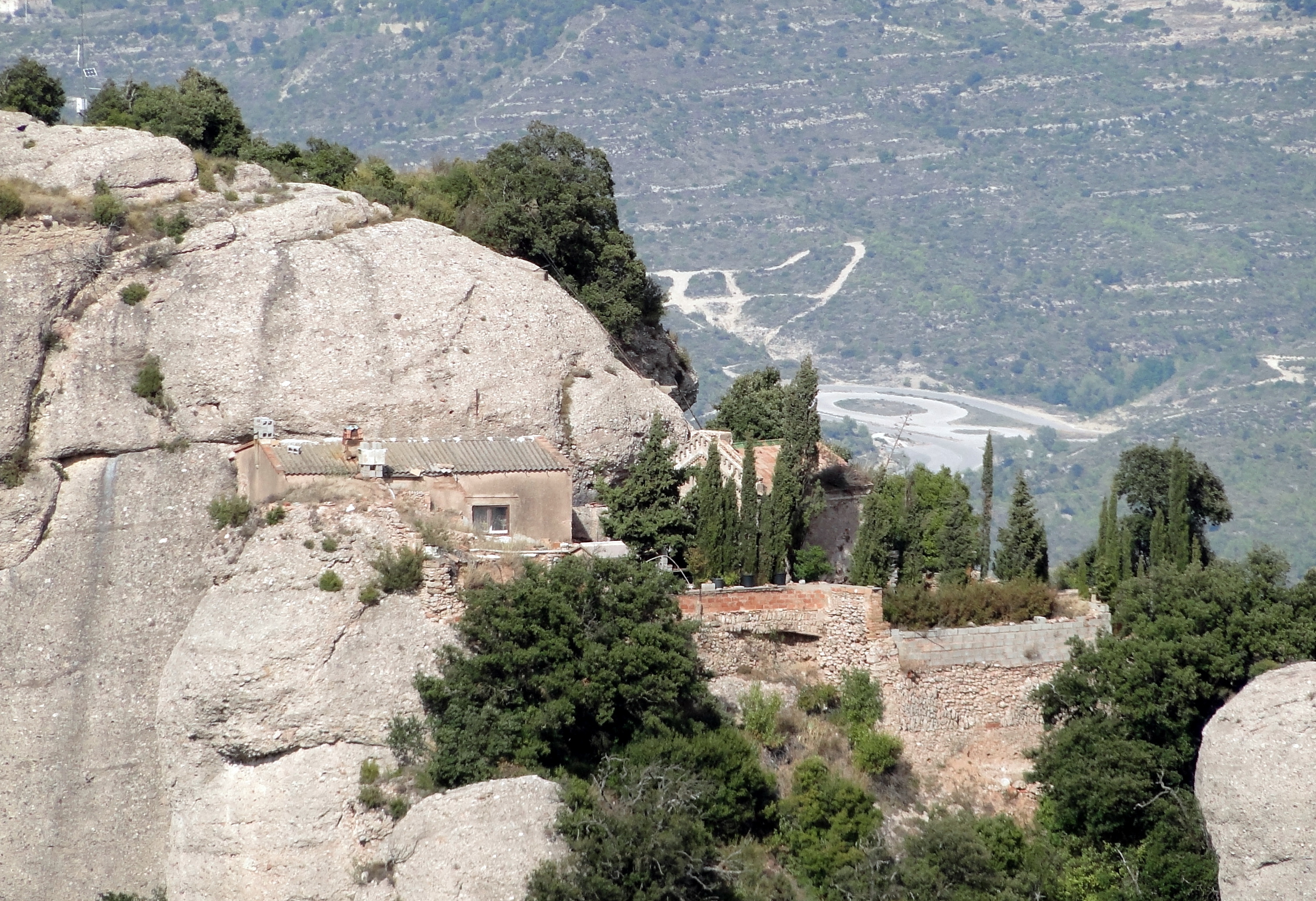
L'ermitage de Saint Dimes situé au-dessus du monastère.

On peut accéder à l'abbaye par la route depuis Monistrol de Montserrat, Sant Salvador de Guardiola et Bruc. On peut aussi y accéder depuis Monistrol par un téléphérique ou par un train à crémaillère des Ferrocarrils de la Generalitat de Catalunya qui amènent jusqu'au monastère. De là, on peut rejoindre la sainte grotte et San Juan par deux funiculaires.
Plusieurs sentiers de randonnée sont aménagés et permettent notamment d'accéder à d'autres vestiges, dont de nombreux anciens ermitages, ou monuments disséminés dans les montagnes environnantes.

## Le monastère de Montserrat dans la culture
- En 1587, Cristóbal de Virués écrit le poème Le Monserrat qui raconte la légende de la création du monastère de Montserrat (qui diffère très largement de la légende officielle)[13]. Ce poème est reconnu par Miguel de Cervantes comme étant « [l'un d]es meilleurs qu’on ait écrits en vers héroïques dans la langue espagnole »[14].
- En 2017, Dan Brown commence son roman Origine dans le monastère de Montserrat. En particulier dans la bibliothèque où se déroule la première scène du récit[15].
- En 2018, Éric Giacometti et Jacques Ravenne situent dans le monastère de Montserrat plusieurs passages de leur livre Le Triomphe des ténèbres[16].